# Ermita del Crist de l'Agonia
L'ermita del Santíssim Crist de l'Agonia és un temple catòlic que està ubicat al cim d'un turó, d'uns 137 m s. n. m., al sud-est de la població, anomenada “els Tossalets”. En l'ascens a la mateixa es troba el calvari o via crucis. Aquest calvari de finals del segle XVIII, presenta estacions alineades al llarg del camí de pujada.
Es tracta d'un edifici catalogat com a Bé de Rellevància Local amb número d'identificació 46.25.198-002, segons la Disposició Addicional Cinquena de la Llei 5/2007, de 9 de febrer, de la Generalitat, de modificació de la Llei 4/1998 , d'11 de juny, del Patrimoni Cultural Valencià (DOCV Núm. 5.449 / 13.02.2007).
L'ermita es pot visitar si es realitza la Ruta urbana de Potries, que recorre els principals edificis i monuments potrieros, i que promociona l'Ajuntament de la localitat.

## Història
L'ermita es va construir entre 1854 i 1865. És obra de l'arquitecte Carlos Spain.
L'origen d'aquest temple es basa en la devoció del Crist Vellet. Es tracta d'una imatge que es diu va ser propietat d'uns veïns morts el 1799 d'una malaltia contagiosa, per la qual cosa tots els seus béns van ser cremats i només es va salvar aquest Crist.
Tomàs Jiménez, un quincaller de Caravaca, va salvar la creu de la foguera i la va col·locar en una capella que va construir al costat de l'últim casalici del Via Crucis llavors existent. Els habitants del poble, aterrits per la mortaldat, van baixar la imatge a Potries per demanar-li que acabés amb l'epidèmia, en el seu honor, que va ser acabada o consagrada el 1865, tal com s'indica a la façana.

## Descripció
Davant del temple hi ha una petita plaça amb vista sobre les hortes. L'actual edifici s'alça on anteriorment hi va haver un altre temple de menors dimensions datat del 1799 que albergava la imatge del Crist. L'edifici és d'estil neoclàssic, amb planta quadrangular de 15 metres de costat.
El temple el constitueix la part central del quadrangle mentre que la resta, adossats longitudinalment als costats, constitueixen edificis annexos a l'ermita, com ara l'habitatge de l'ermità i altres dependències, a les quals s'accedeix per l'atri previ, cobert amb volta d'aresta i amb seient corregut decorat amb rajoles en record de diverses celebracions; al qual s'accedeix per una escalinata de pedra.
L'atri està tancat amb una porta enreixada de ferro i dos finestrals laterals també enreixats. Aquesta porta és la que dona accés a tot el recinte, temple, habitatge de l'ermità i annex.
La façana de tot el conjunt es divideix en tres cossos i presenta pocs elements decoratius. Es remata en un frontó triangular amb òcul cec i, se'l conjunt, una espadanya amb una campana, la qual conserva la seva instal·lació tradicional amb truja de fusta de perfil valencià i cigonyal per voltejar-la des de l'interior de l'ermita, així com Campanar d'espadanya, encara que l'estat de conservació del conjunt és molt precari.
La campana actual és obra de Foneria Roses, de Silla, i data del 1942 com indica una inscripció lateral a la pròpia campana, en què apareix el nom del poble, ja que, durant el conflicte bèl·lic, moltes de les campanes es van retirar de les seves ubicacions originàries per evitar que el material pogués utilitzar-se amb fins bèl·lics, però en acabar el mateix, no es van poder reubicar perquè no se sabia del cert a quin campanar o espadanya corresponia cadascuna. Així, per evitar que es repetís el problema, quan es van refondre i es van reubicar les noves campanes, se'ls col·locava el nom de la població a què pertanyien. A més, en aquesta campana també es va inscriure el nom de l'advocació a què està dedicada.
La portada és d'ordre toscà i emmarca la porta adovellada. A la llinda hi ha una cita en llatí: Locus, in quo stas, terra sancta és. Èxode cap. 3VI. Al costat hi ha una pila per a l'aigua beneïda.
La planta del temple és de creu grega. Els braços del creuer no arriben a l'exterior. Posseeix cor alt als peus. Està coberta amb volta de canó amb arcs torals que descansen en pilastres jòniques, i cúpula cega amb tambor octogonal amb finestres vidrades sobre petxines decorades amb pintures de personatges bíblics (Jeremies, David, Daniel i Isaías) realitzades per Luis Téllez-Girón Bell.
Als laterals de la nau hi ha dos altars amb retaules d'obra, juntament amb dos més als braços del creuer. Hi destaca la imatge de la Divina Pastora. A l'altar major del presbiteri, hi ha un retaule amb fornícula per a la imatge del Crist de l'Agonia, el "Crist Vellet", talla policromada del segleXVIII.